# Баротравма
Баротра́вма (англ. Barotrauma від грец. βαρος — вага і τραυμα — рана; також стиснення, декомпресійна хвороба, травма від надлишкового тиску, англ. Squeeze, Decompression illness, overpressure injury) — ушкодження організмів, що зумовлюється різкими змінами атмосферного тиску.

## Опис
Баротравма настає при раптовому підвищенні цього тиску (при вибухах, кесонних роботах або зниженні чи порушенні герметичності кабіни висотного літака), а також є результатом частих невеликих його коливань (найчастіше на літаку). Найбільш ушкоджуються при баротравмі барабанна порожнина і внутрішнє вухо, легені, придаткові порожнини носа, іноді головний мозок. Сильна баротравма може спричинити крововиливи і навіть смерть.

## Профілактичні заходи
Профілактика: недопущення до роботи, пов'язаної з можливістю різких змін атмосферного тиску, осіб з підвищеною чутливістю до них, тренування в барокамері, використання пристосувань, що пом'якшують вплив змін атмосферного тиску на вухо, так званих протишумів.